# Saulx-les-Chartreux
 Saulx-les-Chartreux  es una población y comuna francesa, ubicada en la región de Isla de Francia, departamento de Essonne, en el distrito de Palaiseau y cantón de Villebon-sur-Yvette.

## Demografía
| 1693 | 1934 | 2437 | 3247 | 4141 | 4952 |
| Para los censos de 1962 a 1999 la población legal corresponde a la población sin duplicidades (Fuente: INSEE [Consultar]) |      |      |      |      |      |